# Bo Petersen
Bo Petersen (ur. 21 lutego 1958 w Bolboro) – duński żużlowiec.

## Życiorys
W 1984 r. jedyny raz w karierze wystąpił w finale indywidualnych mistrzostw świata, zajmując w Göteborgu VII miejsce. Czterokrotnie startował w finałach drużynowych mistrzostw świata, zdobywając 4 medale: dwa złote (Leszno 1984, Long Beach 1985), srebrny (Londyn 1979) oraz brązowy (Pardubice 1990). Czterokrotnie zdobył medale indywidualnych mistrzostw Danii: złoty (Fjelsted 1980), dwa srebrne (Frederica 1979, Outrup 1990) oraz brązowy (1982).